# Ärmel

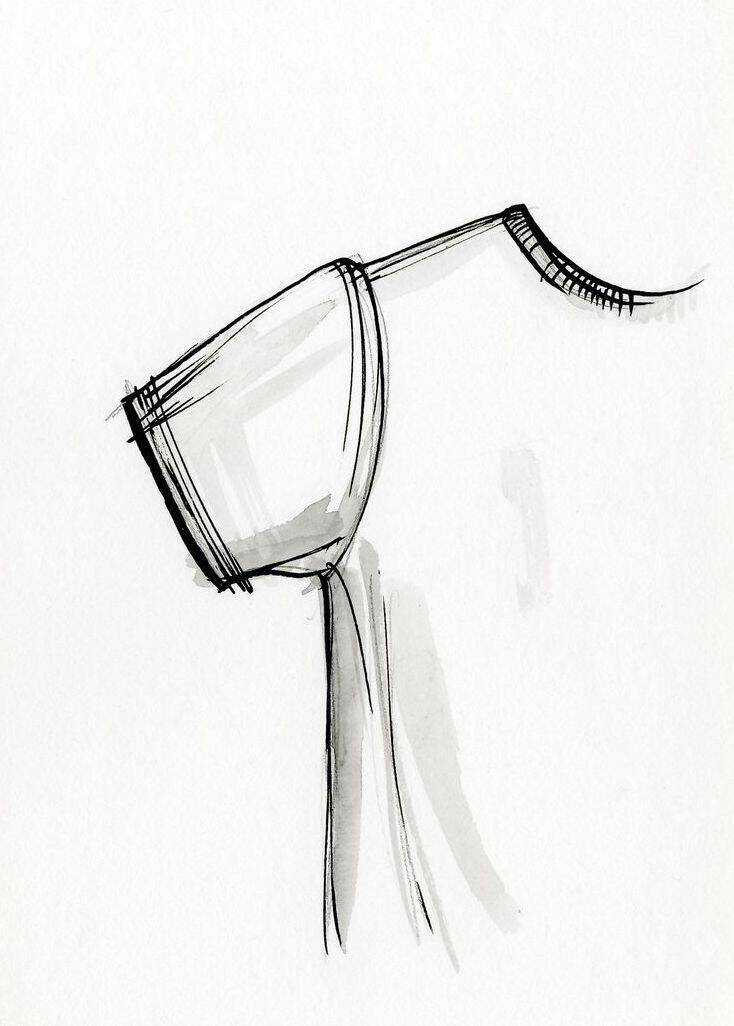
Kurzer Ärmel

Ein Ärmel ist derjenige Teil eines Kleidungsstücks, der den Arm bedeckt. Eine grobe Einteilung der Kleidung erfolgt in kurzärmlig, langärmlig und ärmellos. Der Handel verwendet meist die Bezeichnungen Kurzarm und Langarm.

## Etymologie
Vom mittelhochdeutsch ermel und althochdeutsch armilo mit der Bedeutung von Armring, Armfessel abgeleitet, bezieht es sich auch auf etwas, das am Arm getragen wird. 

## Arten

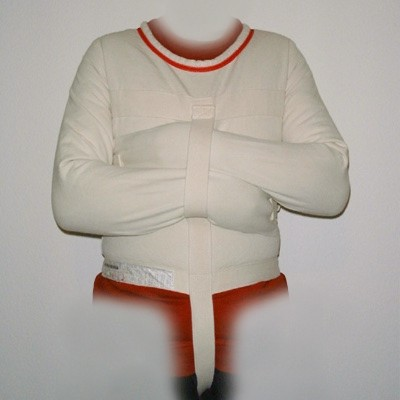
Überlange Ärmel bei einer Zwangsjacke

Ärmel können lang, kurz, weit, bauschig  (Puffärmel) oder auch  eng anliegend  sein. Lange Ärmel können auch in je einer Fingerschlaufe enden. Oft ist die jeweilige Mode dafür ausschlaggebend. 

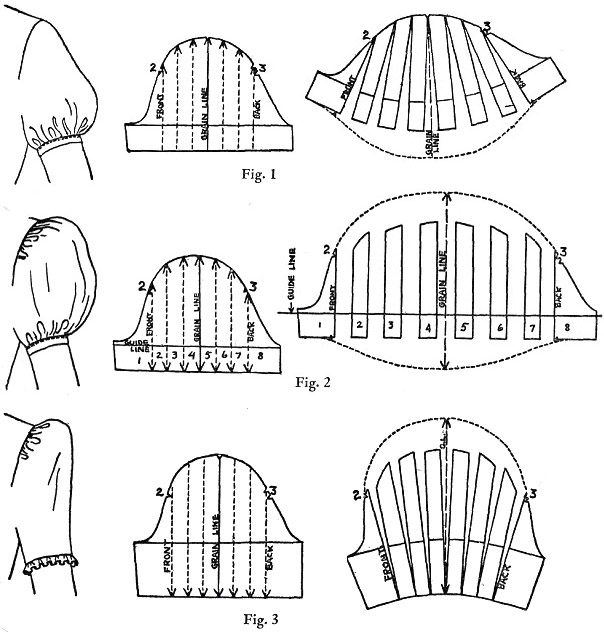
Puffärmel

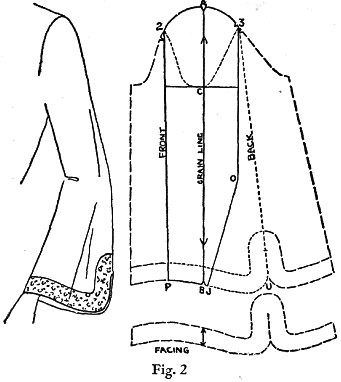
Bischofsärmel

- Eine spezielle Ärmelform ist der so genannte Raglanärmel, der bereits am Halsausschnitt des jeweiligen Kleidungsstückes beginnt (siehe auch Raglanmantel). Raglanärmel werden vor allem für Sportkleidung verwendet, da z. B. beim Tragen eines Rucksacks beim Wandern die anders verlaufenden Nähte nicht so stark auf der Haut scheuern wie bei normalen Ärmeln.
- In der Peking-Oper spielen die verlängerten Ärmel der Kostüme, die so genannten Wasserärmel, eine wichtige Rolle. Mit ihnen drücken die Darsteller Gefühle und Handlungen aus.
- Schinkenärmel oder Hammelkeulenärmel, auch Gigotärmel genannt (französisch gigot =Hammelkeule), sind an den Schultern weite und ab dem Ellenbogen zum Handgelenk hin sich verjüngende Ärmel. Für Herren waren sie von 1650 bis 1700 in Mode.[2]
- Die überlangen Ärmel der Zwangsjacke ermöglichen ein Fixieren der Arme.

## Redensarten
- Die Redensart etwas aus dem Ärmel schütteln, nämlich etwas mühelos und anscheinend unvorbereitet ausführen, bezieht sich auf die Ärmel der spätmittelalterlichen Kleidungsstücke, die oft sehr weit waren und auch als Taschen dienten.
- Da müssen wir die Ärmel auf(hoch)krempeln! meint die Bereitschaft sich stark anzustrengen. Dies rührt wohl daher, dass lange Ärmel bei der Arbeit oft störend wirkten oder auch bei Anstrengungen schnell zu Schweißbildung führten. Möglicherweise meinte man damit auch lediglich Leute mit weißen Ärmeln, also solche, die hauptsächlich Bürotätigkeiten verrichteten.
- Der Begriff hemdsärmelig, also nur im Hemd ohne Jackett bekleidet, steht im übertragenen Sinne für lockeres, formloses Handeln.

## Weitere Bedeutungen
- Auch der Ärmelkanal hat seine Bezeichnung von der Form eines Ärmels. Die französische Bezeichnung dieser Meerenge La Manche bedeutet so viel wie Schlauch, Ärmel.